# فیادانانا (نوسی واریکا)
فیادانانا (به لاتین: Fiadanana) یک منطقهٔ مسکونی در ماداگاسکار است که در نوسی واریکا واقع شده‌است. فیادانانا ۲۱٬۰۰۰ نفر جمعیت دارد و ۱۲۲ متر بالاتر از سطح دریا واقع شده‌است.